# Eikostake
Eikostake és un grup català format a Manlleu (Osona) que barreja música rock amb instruments tradicionals japonesos, amb lletres en anglès. El 13 de setembre de 2011 el grup va publicar el seu àlbum de debut a Espanya, que es titula Tribute to Perseverance, sota el segell RGB Suports. El novembre del mateix any, el disc es va editar al Japó amb la discogràfica Zestone Records i, el 2013, a Alemanya, Àustria i Suïssa amb Bullet Records. Han tocat Espanya, Canadà i Alemanya. El grup va sorgir després de la dissolució d'un grup previ, After Feed-Back, i actualment està format per Roger (bateria), Eloi (guitarra, taishogoto i programació), Luis (baix) i David (veus, guitarra). Han creat la sintonia del canal de televisió televisió 3XL a Catalunya.